# Liste der Baudenkmäler in Golkrath
Die Liste der Baudenkmäler in Golkrath enthält die denkmalgeschützten Bauwerke auf dem Gebiet der Stadt Erkelenz im Kreis Heinsberg in Nordrhein-Westfalen (Stand: Oktober 2011). Diese Baudenkmäler sind in der Denkmalliste der Stadt Erkelenz eingetragen; Grundlage für die Aufnahme ist das Denkmalschutzgesetz Nordrhein-Westfalen (DSchG NRW).

| Bild                      | Bezeichnung               | Lage                                 | Beschreibung | Bauzeit                           | Eingetragen seit  | Denkmal- nummer |
| ------------------------- | ------------------------- | ------------------------------------ | --- | --------------------------------- | ----------------- | --------------- |
| 4 flügeliger Backsteinhof | 4 flügeliger Backsteinhof | Golkrath Hochstraße 2 Karte          | 4-flügeliger Backsteinhof, weiß geschlämmt, giebelständiges Wohnhaus 2-geschossig in 2 : 3 Achsen, links Traufenanbau 2-geschossig in 3 Achsen, an Fassade Jahreszahl in Ankersplinten. | 1691                              | 20. Oktober 1982  | 43              |
| Wohnhaus                  | Wohnhaus                  | Golkrath St. Stephanusstraße 1 Karte | 4-flügelige Hofanlage, Kern Fachwerk, Front Backstein, Wohnhaus 2 Geschosse 5 Achsen u. Toreinfahrt. | Erste Hälfte des 19. Jahrhunderts | 30. November 1983 | 109             |
| Wohnhaus                  | Wohnhaus                  | Golkrath St. Stephanusstraße 3 Karte | Backstein Giebelhaus, 2 Geschosse, rückwärtig wohl Fachwerk, Erdgeschosse Holzblockrahmen, Fassade Jahreszahl in Ankersplinten. | 1756                              | 30. November 1983 | 110             |
| Wohnhaus                  | Wohnhaus                  | Golkrath Terreicken 40 Karte         | 3-flügeliger Backstein Hof, Wohnhaus 2 Geschosse 5 : 2 Achsen, Türgewände und Fensterbänke in Blaustein, an der Jahreszahl in Ankersplinten, Nebengebäude z. T. erneuert. | 1797                              | 30. November 1983 | 117             |
| Wohnhaus                  | Wohnhaus                  | Golkrath Terreicken 53 Karte         | 4-flügelige Backstein Hof rot geschlämmt, daneben Wirtschaftsflügel mit giebelständigen Wohnhaus, 2 Geschosse, 3 Achsen, Toreinfahrt, an Fassade Jahreszahl in Ankersplinten, Dachform verändert. | 1757                              | 30. November 1983 | 111             |
| Wohnhaus                  | Wohnhaus                  | Golkrath Terreicken 77 Karte         | Wohnhaus 2 Geschosse 5 Achsen, Türgewände und Fensterbänke in Blaustein, im Türschlussstein Jahreszahl. Anmerkung: Die Nebengebäude einschl. der Scheune werden vom Denkmalschutz ausgeschlossen, da sie stark verändert sind. | 1830                              | 30. November 1983 | 113             |
| Wohnhaus                  | Wohnhaus                  | Golkrath Terreicken 93 Karte         | 4-flügelige Hofanlage, teilweise in Backstein bzw. Lehm und Putz. Nebengebäude in Fachwerk, teilweise verfallen, Wohnhaus 2-geschossig, 5 Achsen, Türgewände in Blaustein, Jahreszahl in Ankersplinte, rechts Backsteinfassade mit Jahreszahl, 1868 in Ankersplinten. | 1831                              | 30. November 1983 | 115             |
| 4 flügeliger Backsteinhof | 4 flügeliger Backsteinhof | Golkrath Terreicken 115 Karte        | 4-flügeliger Backsteinhof, Fachwerk, giebelständiges Wohnhaus; an Fassade Jahreszahl in Ankersplinten. | 1783                              | 20. Oktober 1982  | 44              |
| Wohnhaus                  | Wohnhaus                  | Golkrath Bruchend 5 Karte            | Die 3-flügelige Hofanlage aus dem 19. Jahrhundert mit einem Fachwerkteil wurde zwischen 1925 und 1928 von dem Golkrather Lehrer Wilhelm Wienen umgebaut. Die straßenseitige Front und das Wohnhaus wurden in Verklinkerung errichtet, das Wohnhaus, 5-achsig und 2-geschossig, die Fenster mit Kämpfer und grüngestrichenen Blendläden. Auf dem Dach erhebt sich ein breitgelagerter Zwerchgiebel. Dieser verleiht dem Haus ein neuklassizistisches Aussehen. Über der mittigen Hauseingangstür befindet sich ein breitgelagerter Erker. Sowohl die korbbogige Toreinfahrt wie auch die Hauseingangstür verfügt über Schnitzereien. Die reichverzierte Hofeingangstoranlage erhielt in ihrer Schlupftür eine florale Schnitzerei. Im Inneren ist noch die ursprüngliche Ausstattung von 1925 erhalten geblieben, einschl. der 2-flügeligen Türen zwischen den Salons, die noch die ursprüngliche Farbverglasung enthalten. In einem Raum im 1. Obergeschoss ist darüber hinaus noch der zeittypische Stuck als Rosette in Deckenmitte erhalten. Es handelt sich damit um ein typisches Landlehrerhaus aus der Zeit kurz nach dem Ersten Weltkrieg. Als Haus des ehem. Lehrers ist das Objekt für Golkrath von Bedeutung. | 19. Jh.                           | 27. April 1988    | 323             |